# Missing Persons

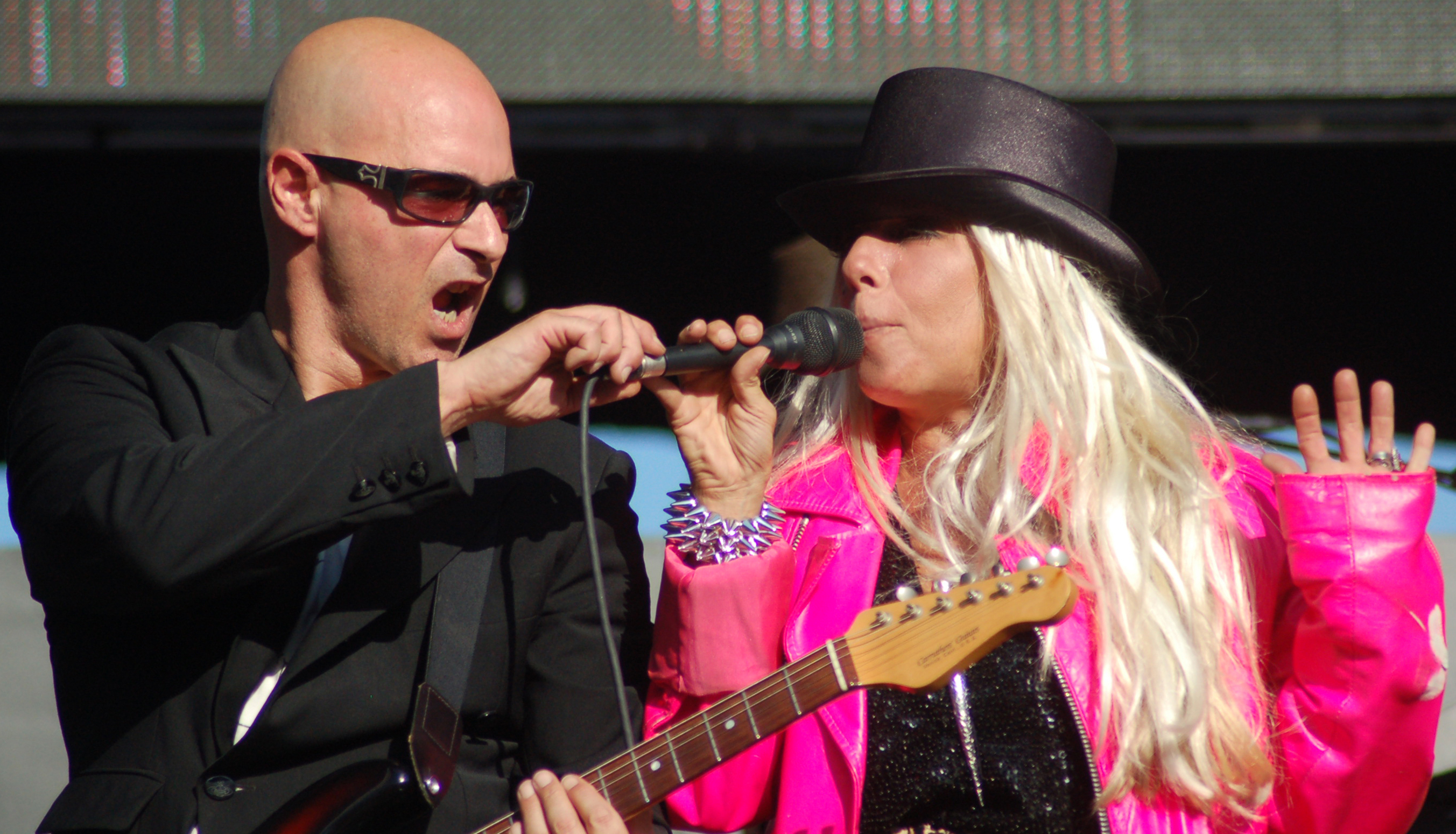
Missing Persons

Missing Persons ist eine US-amerikanische New-Wave-Band, die 1980 gegründet wurde.

## Geschichte
Zu den Gründungsmitgliedern gehörten der Gitarrist Warren Cuccurullo, der Schlagzeuger Terry Bozzio und seine Frau und Sängerin Dale Bozzio. Kurze Zeit später kamen der Bassist Patrick O’Hearn und der Keyboarder Chuck Wild als Verstärkung dazu. Die erste Schallplatte, die von Warren Cuccurullos Vater finanziert wurde, nahm die Band 1982 im UMRK-Studio von Frank Zappa auf. Das exzessive Make-up von Dale und ihre außergewöhnliche Stimme sorgten dafür, dass die Band in den frühen 1980er Jahren bei MTV Beachtung fand.
Dale und Terry Bozzio lernten sich bei ihrer gemeinsamen Arbeit mit Frank Zappa kennen und heirateten auch während dieser Zeit. Warren Cuccurullo lernte die beiden während der Aufnahmen zu Zappas Album Joe’s Garage kennen. Patrick O’Hearn war ebenfalls ein ehemaliges Mitglied der Band um Frank Zappa.

## Diskografie

### Studioalben
| Jahr | Titel              | Höchstplatzierung, Gesamtwochen, AuszeichnungChartsChartplatzierungen (Jahr, Titel, Platzierungen, Wochen, Auszeichnungen, Anmerkungen) | Anmerkungen                        |
| Jahr | Titel              | US | Anmerkungen                        |
| ---- | ------------------ | --- | ---------------------------------- |
| 1982 | Missing Persons    | US46 (47 Wo.)US | Erstveröffentlichung: 1982         |
| 1982 | Spring Session M   | US17 Gold · (40 Wo.)US | Erstveröffentlichung: Oktober 1982 |
| 1984 | Rhyme & Reason     | US43 (16 Wo.)US | Erstveröffentlichung: Februar 1984 |
| 1986 | Color in Your Life | US86 (11 Wo.)US | Erstveröffentlichung: Juli 1986    |

Weitere Veröffentlichungen
- 1987: The Best of
- 1988: Walking in L.A.
- 1997: Late Nights Early Days
- 1999: Remixed Hits
- 2002: Lost Tracks
- 2008: Live from the Danger Zone!
- 2014: Missing in Action

### Singles
| Jahr | Titel Album                          | Höchstplatzierung, Gesamtwochen, AuszeichnungChartsChartplatzierungen (Jahr, Titel, Album, Platzierungen, Wochen, Auszeichnungen, Anmerkungen) | Anmerkungen                          |
| Jahr | Titel Album                          | US | Anmerkungen                          |
| ---- | ------------------------------------ | --- | ------------------------------------ |
| 1982 | Words Spring Session M               | US42 (11 Wo.)US | Erstveröffentlichung: Mai 1982       |
| 1982 | Destination Unknown Spring Session M | US42 (14 Wo.)US | Erstveröffentlichung: September 1982 |
| 1983 | Windows Spring Session M             | US63 (8 Wo.)US | Erstveröffentlichung: Januar 1983    |
| 1983 | Walking in L.A. Spring Session M     | US70 (6 Wo.)US | Erstveröffentlichung: Februar 1983   |
| 1984 | Give Rhyme & Reason                  | US67 (6 Wo.)US | Erstveröffentlichung: Februar 1984   |

Weitere Singles
- 1982: Mental Hopscotch
- 1984: Right Now
- 1984: Surrender Your Heart
- 1986: I Can't Think About Dancin
- 1986: Color in Your Life/Go Against the Flow